# Bill Bradley Band
De BB Band, voluit (The) Bill Bradley Band, was een Nederlandse band van 1976 tot 1982. In 1981 hadden ze een hit met Stille Willie.

## Geschiedenis
De band werd in 1976 opgericht als The Bill Bradley Band met leden die afkomstig waren uit de cabaretgroep Het Slimme Gras. Aanvankelijk speelden ze vooral covers van onder meer The Beatles, The Everly Brothers, Van Morrison, Bob Dylan en Ry Cooder. Daarnaast hadden ze eigen repertoire, zoals in 1977 de single I am not a dreamer anymore dat werd geschreven door Kees Buenen.
Een belangrijke wisseling vond plaats in 1979 toen de zangeres Nadieh zich bij hen aansloot.  Begin jaren tachtig brachten ze verschillende Nederlandstalige singles uit, waaronder Stille Willie (1981) die op nummer 20 en 21 van de Nederlandse hitlijsten terechtkwam. Andere singles bereikten de hitlijsten niet meer.
Rond 1982 ging de band uit elkaar. Buenen, Meijer en Berger traden nog ongeveer een jaar op met de band Pussycat. De eerste twee sloten zich vervolgens aan bij bots en Berger vertrok naar VOF de Kunst. Nadieh ging solo verder.

## Bezetting
- Alfred Martens, zang en gitaar (1976-1979)
- Nadieh, zang (1979-1982)
- Ferd Berger, gitaar en achtergrondzang (1976-1982)
- Kees Buenen, toetsen en achtergrondzang (1976-1982)
- Hannie Buenen, basgitaar en achtergrondzang (1976-1982)
- Frans Meijer, drums (1976-1982)

## Singles
- 1977: I am not a dreamer anymore / Dance (Bill Bradley Band)
- 1981: Stille Willie / Mijl na mijl
- 1981: Slimme Hansje / Slimme Hansje (De B.B. Band met het Groot Free Record Koor)
- 1982: Rio de Janeiro / Hallo, je spreekt met Karin
- 1982: Hallo, je spreekt met Karin / Rio de Janeiro
- 1982: California / High on the mountains (Bradley Band)